# Wohlthatmassiv
Wohlthatmassiv är ett berg i Antarktis. Det ligger i Östantarktis. Norge gör anspråk på området. Toppen på Wohlthatmassiv är 1 932 meter över havet, eller 146 meter över den omgivande terrängen. Bredden vid basen är 0,74 km.
Terrängen runt Wohlthatmassiv är varierad. Trakten är obefolkad. Det finns inga samhällen i närheten. 